# Габовськ
Га́бовськ (рос. Габовск) — селище у складі Таштагольського району Кемеровської області, Росія. Входить до складу Коуринського сільського поселення.

## Населення
Населення — 33 особи (2010; 35 у 2002).
Національний склад (станом на 2002 рік):
- росіяни — 91 %